# Álvaro XIII do Congo
Álvaro XIII (Falecido em 1875) foi o manicongo (rei) do Reino do Congo entre 1857 até 1859. 

## Biografia
Dom Álvaro Macadolo, marquês do Dongo foi filho da irmã mais velha de Henrique III, cujo nome se desconhece. Com a morte de seu tio em 23 de janeiro de 1859, Álvaro XIII assume o trono, utilizando como reivindicação a antiga tradição matrilinear. 
Enquanto se aguardava o funeral do falecido rei, a regência foi dada a Dona Isabel, irmã mais nova do moribundo rei. Ela se aproveita da situação para promover os direitos á seus filhos; Dom Afonso, duque de Umbamba, Dom Pedro Lefula, marquês de Catende e Dom Henrique Nuzanga. Estes dois últimos assinam em junho de 1857 um tratado que garantia a lealdade do Congo ao rei de Portugal em troca de apoio a Dom Pedro Lefula. O marquês de Catende pede aos portugueses que enviem um padre a São Salvador para coroa-lo. 
Em outubro de 1858, dois padres são escoltados até São Salvador por uma guarda que garantisse que Álvaro não os atacasse. Entretanto a escolta para em Quinilasa, se recusando a acompanha-los até São Salvador. Na época, a rainha viúva Dona Ana e Dom Álvaro convocam padres de Luanda para realizar o funeral de Henrique III. Eles realizam a cerimônia entre 1 e 22 de outubro, ainda promovem numerosos batismos para no final se recusarem a coroar Dom Álvaro, que tinha o apoio da cidade. 
Em Luanda, o governo português decide impor Pedro Lefula a força. Em meados de 1859, o capitão de artilharia, Joaquin Gusmán Militão e o capitão Zacarias da Silva Cruz, contando com o apoio de padres de Ambriz e Bembe, investem na capital com Pedro Lefula, mas sem ferir a Álvaro XIII. 
Lefula é finalmente coroado em São Salvador, como Pedro VI em 7 de agosto de 1859.  Na ocasião, o rei assina um compromisso de homenagem à coroa portuguesa, confirmado através de um juramento. Este documento foi publicado no Diário Oficial de Angola em 17 de setembro de 1859. O ato é assinado por Pedro VI, dois comandantes militares e dois padres, além de membros da realeza; Afonso, duque de Umbamba, Álvaro de Água Rosada, governante de Mabanza Puto e Dom António, irmão da rainha viúva e três oficiais do rei. Mesmo com todo o processo e documentação assinada, Pedro ainda não entra na capital. 
Em 16 de setembro de 1860, auxiliado por uma força portuguesa comandada pelo tenente Baptista de Andrade a frente de uma força expedicionária de 750 homens. Álvaro XIII se refugia com seus irmãos e sobrinhos. Três semanas depois, em 9 de setembro, com mais de 2 mil guerreiros, Álvaro lançou um contra-ataque a resistência de Pedro VI. O ataque é repelido pelas forças portuguesas, que em represália, incendeiam treze aldeias de seus partidários. Álvaro, mesmo assim se recusa a submeter-se. Álvaro viria a falecer em 1875. 

Em 1898, seu sucessor se autoproclama como Dom Rafael II e retorna ao Congo como pretendente ao trono. É reconhecido apenas em Incunga (Nkunga). 